# Europese Vlakte

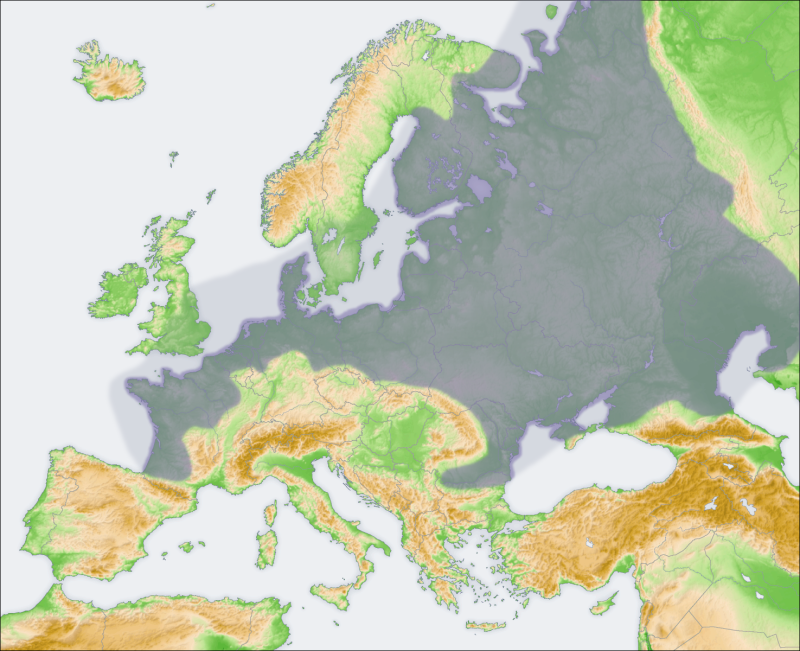
Schematische kaart van de Europese Vlakte. De donkere kleur is de meest gebruikte definitie. De donkere én de lichtere kleur is de definitie in breedste zin.

De Europese Vlakte, Grote Europese Vlakte of het (Groot) Europees Laagland is de verzamelnaam voor een uitgestrekte laagvlakte en tevens het grootste geomorfologisch gebied in Europa.

## Omvang
Het gebied strekt zich ruwweg uit vanaf de Pyreneeën in Zuidwest-Frankrijk tot aan de Oeral in Rusland, op de grens met Azië. De vlakte wordt meestal van zuidwest naar noordoost onderverdeeld in het Frans Laagland, de Noord-Europese Laagvlakte en het Russisch Laagland.
Een exacte definitie van de omvang van de Europese Vlakte is lastig te geven, omdat er meerdere opvattingen over bestaan. In enge zin, wordt alleen de Noord-Europese Laagvlakte en het Russisch Laagland gebruikt en in brede zin valt ook Zuid-Engeland, het zuidelijk deel van de Noordzee, Zuid-Zweden en de Oostzee eronder, wanneer men het water in de genoemde zeeën wegdenkt en ze dus als een laagvlakte beschouwt. Meestal wordt echter het Frans Laagland, de Noord-Europese Laagvlakte, het Russisch Laagland in zijn gehele omvang, dus inclusief bijvoorbeeld de Kaspische Laagte, en ook de aan het noordwesten van het Russisch Laagland grenzende Finse Merenvlakte, bedoeld.

## Kenmerken
De totale vlakte bestaat uit meerdere, apart benoemde vlaktes. Het geheel is "gestoffeerd" met onder andere heuvellandschappen, merengebieden, moerassen en plateaus.
Het is een van vruchtbaarste gebieden op aarde en is mede daarom zwaar gecultiveerd.

## Militaire betekenis
De Europese Vlakte is van grote militaire betekenis, daar deze voor een (gemotoriseerd) leger relatief makkelijk te passeren is. In de Koude Oorlog vreesden beide zijden dan ook een aanval over de Europese Vlakte, en ook de invasies in Rusland in 1812 en 1941 kwamen via de Europese Vlakte. De Europese Vlakte is van groot belang in het Russische militaire denken, daar deze naar het oosten toe steeds breder wordt en een invaller dus meer mogelijkheden geeft terwijl het Russisch hartland in dit brede gedeelte ligt. Voor Rusland en diens rechtsvoorgangers was en is het dan ook van strategisch belang de invloedssfeer zover mogelijk naar het westen op te schuiven, terwijl verschuiving naar het oosten Rusland kwetsbaarder maakt.